# Dansbaneeländet

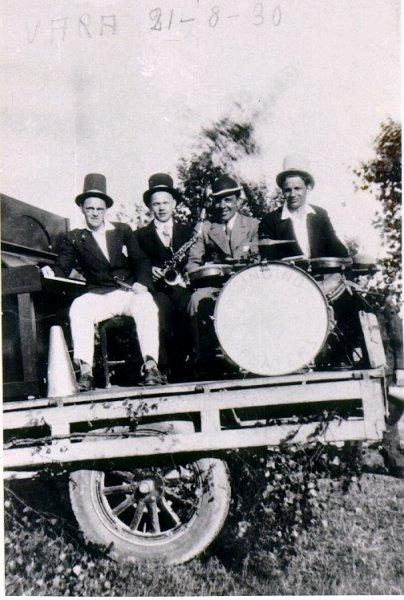
Dansorkestern "Singing players" 1930.

Dansbaneeländet var en kritisk beteckning på situationen på dansbanor i Sverige under 1930- och 1940-talet.

## Dansbanor
Under 1930- och 1940-talet fick dansbanor en allt större plats i ungdomarnas fritid. Dansen hade under början av 1940-talet en oroande aura runtom sig och därav växte önskan att tämja och kontrollera dansen fram. Dans ansågs nära sammankopplad med extas, lust och berusning, vilket inte genererade positiva reaktioner hos den äldre generationen. "Vad är den moderna dansen? En fin och hygglig sällskapslek? Nej! En vilddjurslek." skrev socialsekreteraren Allan Svantesson vid Svenska kyrkan om dansen i sin bok Ungdomens fiende n:o 1 Den offentliga moderna dansen (1942).
Motståndet blev stort till dansbanor år 1941. Främst handlade det om folkets upprördhet kring sex då många ansåg att dansen var ett slags "parningslek". I samhället började debatterna om att unga människor måste börja hanteras som plantor som bör stadgas med hierarkiskt förmedlad kunskap. Men dansbanorna kopplades till ytterligare ett problem, nämligen befolkningsfrågan, då det sades att dansbanorna skapade ett mindre intresse för familjeliv. Under denna period ansåg man istället att ett gammaldags lanthem skulle vara det bästa för ungdomarna. Ungdomen menade man skulle ägna sig åt sysslor såsom handarbete, slöjd och skolkök, yrkesutbildning, kroppsövning och självverksamhet samt arbetsansvar och karaktärsdaning och av detta skulle ungdomen fostras lämpliga till yrkeslivet.

## Ungdomsvårdskommittén

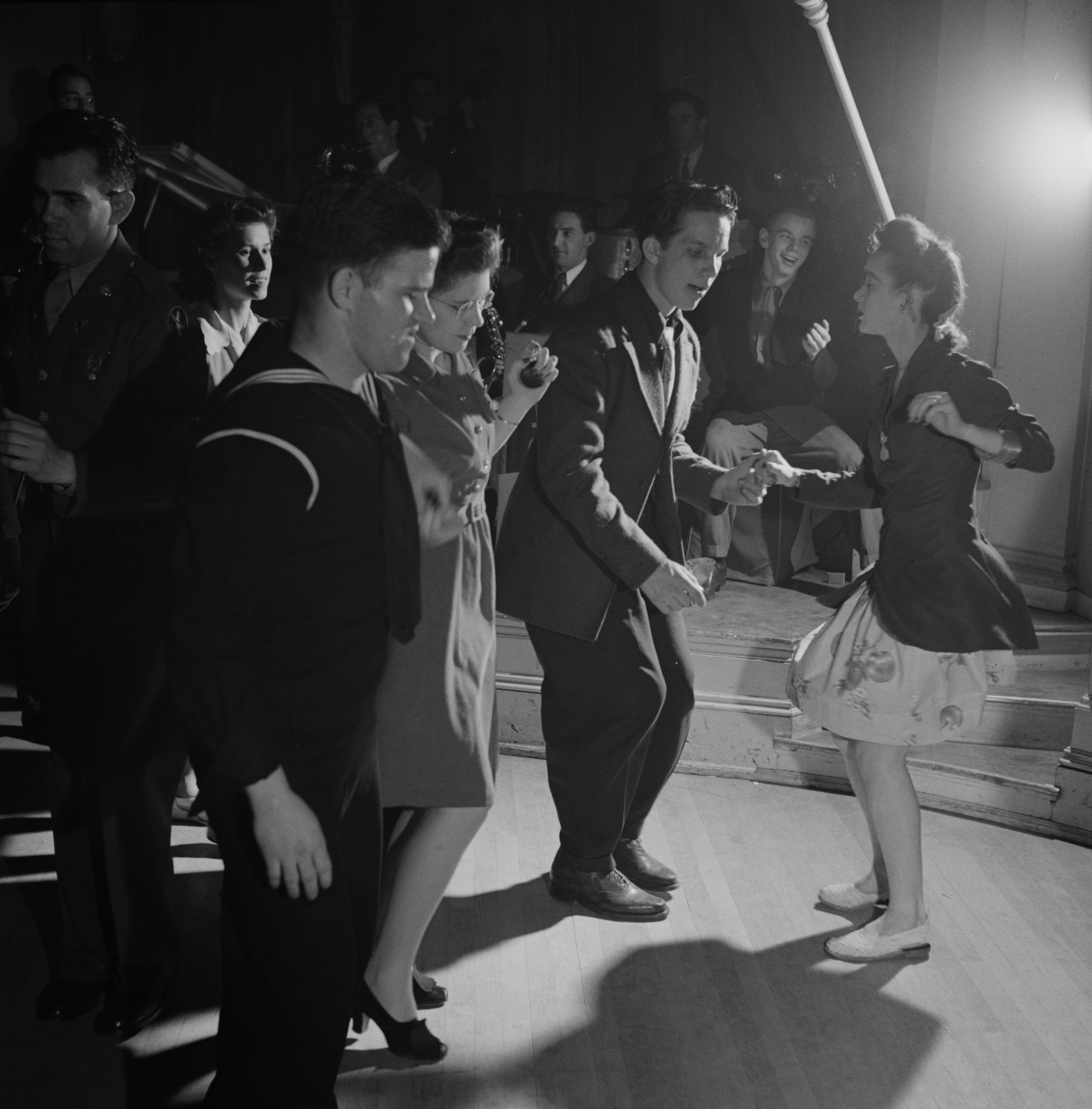
Jitterbug 1943.

1939 års Ungdomsvårdskommitté fick uppgiften att studera ungdomsbrottsligheten samt granska det ungdomliga nöjeslivet, och utifrån undersökningen se vad för åtgärder som behövde vidtas. Ungdomsvårdskommittén kom med sin slutrapportering 1951. Rapporten berörde främst ämnen som ungdomen och nöjeslivet och avgavs 1945, medan andra rapporter kom att beröra ungdomens fritidssysslor, föreningsliv, brottslighet och mer följer därtill. I och med Ungdomsvårdskommitténs rapporter följde en debatt som skulle komma att starta en statlig och kommunal satsning på ungdomsverksamhet. Denna satsning kom även att uppmärksamma olika föreningar och folkrörelser som började planera sin verksamhet för den unga generationen i en allt större utsträckning.
I riksdagen började redan år 1932 diskussionen om dansbaneeländet. Detta var en fråga som berörde ungdom från både arbetarklassen och medelklassen. Brottslighet och nöjesliv kopplades allt som oftast ihop av riksdagsmännen och motionärerna förde gång på gång fram synpunkter som kunde kopplas ihop med debatten, som rådde år 1941, om att det var masskulturen och de billiga nöjena samt stegen in på dansbanan som blev de första stegen in på den brottsliga vägen. Riksdagsdiskussionerna som fördes framställde dansbaneeländet som ett träsk som behövde saneras. Ungdomsverksamheten berörde inte endast dansen, swing och jitterbugg, utan även nöjen som film och veckopress. En bidragande orsak till 1941 års debatt var bland annat att Ungdomsvårdskommittén, som tillsattes i juli år 1939, inte hade kommit igång med det arbete som skulle genomföras och därav fick regeringen uppmaningar om att den bör snarast visa att den tog ungdomsproblemen på det allvar som behövdes. På senhösten återupptogs arbetet som kommittén hade ansvar för.

## Skilda perspektiv
Åsikterna om dansbanor gick vitt isär runt om i Sverige.

### I Medelby

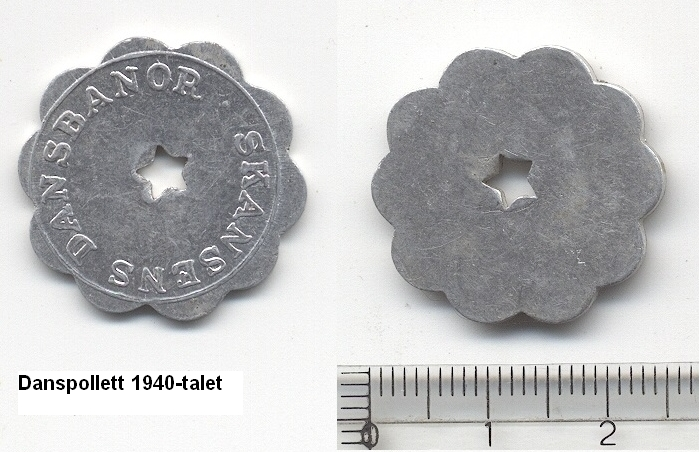
Danspollett, Skansens dansbanor i Stockholm, 1940-talet.

"Medelby" var en svensk motsvarighet till amerikanska "Middletown" (en) och under sommaren 1941, innan debatten om dansbanorna bröt ut på hösten samma år, räknade sociologerna Martin Allwood och Inga-Britt Ranemar antalet besökare på dansbanan i Medelby. Enligt sociologerna gav studien underlag för ett mer sansat och återhållsamt perspektiv på debatten om dansbaneeländet. I samhällets utkant låg ortens dansbana som ungdomarna rutinmässigt besökte och i och med detta blev dansbanan den naturliga samlingsplatsen. Dansbanan drevs av ortens idrottsförening och antalet besökare låg vanligen mellan 90 och 110 personer. Varje besökare dansade i genomsnitt två danser per kväll och avgiften var tio öre per gång. Inträdet till dansbanan låg på 25 och 75 öre. Vid en normal danskväll låg genomsnittet på 15 dansande par uppe på rotrundan. Över hälften av paren dansade åtskilda och intresset låg på steg och rytm medan intresset för det sexuella låg i skymundan. På dansbanan gick allt korrekt till och paren dansade på ett anständigt sätt. Utifrån denna undersökning kunde de två sociologerna påstå att dansbanan var en accepterad och integrerad del av Medelbys liv och de problem som ungdomen verkligen hade i Medelby var av ett helt annat slag. Problemen var istället förknippade med den arbetslöshet som rådde i Medelby. Medan ungdomarna sökte få arbete blev de rastlösa. Eftersom utbudet av attraktiva aktiviteter var för få i Medelby drogs ungdomen till kvällstågen och dansbanorna.

### I pressen
I pressen uppmärksammades ungdomen på en rad olika sätt. I tidningarna kunde man läsa om allt ifrån "den hotade ungdomen" till det senaste dansbaneslagsmålet och vilka orkestrar som var aktuella för kvällens dans, men de som levererade det främsta materialet var huvudstadspressen. Eftersom det rörde sig om ett moralproblem var det den konservativa som ägnade frågan störst intresse och utrymme. Svenska Dagbladet och Svenska Morgonbladet var alltså nyhetsredaktioner som skrev mer utförligt och med ett större engagemang än Stockholms-Tidningen och Dagens Nyheter. På landsbygden och i de mindre städerna var inte problemen lika påträngande och därför skrevs oftast artiklar i landsortspressen med lokalfärg och mindre bokstäver. Ungdomens tillstånd skildrades även i veckopressen.